# Digimon World
Digimon World (デジモンワールド?, Dejimon Wārudo), è un videogioco 3D pubblicato dalla Bandai e realizzato dalla sussidiaria BEC Co., Ltd. (acronimo di Bandai Entertainment Company) nel 1999, per la piattaforma Sony PlayStation e in seguito convertito anche per PC, quest'ultimo distribuito solo in Corea del Sud.
Poiché è stato distribuito poco prima della messa in onda in Giappone della prima serie dei Digimon, Digimon Adventure, esso si basa totalmente sul Digimon virtual pet. Il titolo ebbe vita ad una moltitudine di sequel, che per la maggior parte dei quali non sono relazionati tra loro in termini di storia, personaggi e giocabilità.

## Trama
A Tokyo (Giappone), il ragazzino protagonista, dopo una riunione al parco con i suoi amici a cui assiste a una sfida virtuale tra due Digimon, torna a casa verso l'ora di cena e viene risucchiato dentro il Digivice personale che si trova in camera sua, conducendolo sull'Isola di File. Ciò per volere di Jijimon, capo dell'ormai desolata File City, che gli racconta di come tutti i Digimon avessero perso inesorabilmente la propria memoria, divenendo di natura aggressiva e abbandonandola. Il ragazzino è invitato, dunque, a rimandare quanti più ne può in città, in modo tale da riportarla fiorente come un tempo. Lungo il cammino, egli è accompagnato da un Digimon partner che deve accudire e allenare per poter affrontare tutti i possibili pericoli. Al continuo proseguirsi, scoprirà alla fine il piano malvagio di Analogman, un autentico genio del computer che, ritenendo i Digimon come possibili schiavi da porre al servigio degli esseri umani, ha in mente di ottenere il completo controllo dell'isola e di tutti i suoi abitanti. Al protagonista, perciò, non resta che sconfiggerlo, per far tornare la pace a Digiworld.

## Modalità di gioco

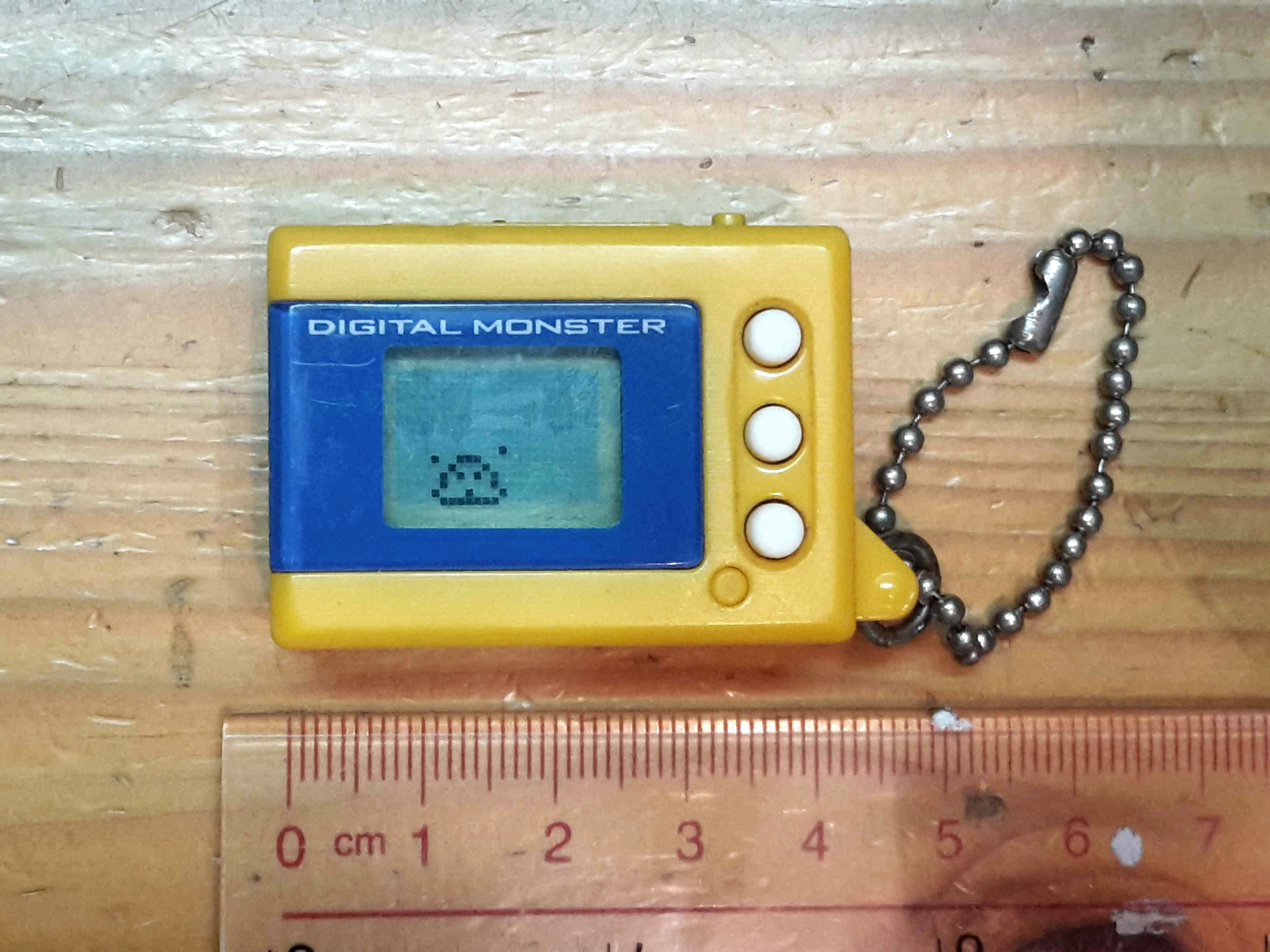
Il Digimon V-Pet è la controparte maschile del Tamagotchi che fa parte del brand Digimon, da cui la Bandai prese spunto per il videogioco Digimon World, il secondo del franchise ed il primo dell'omonima serie.

Il gameplay di Digimon World eredita quello di Digital Monster Ver. S: Digimon Tamers, gioco uscito solo in Giappone sul Sega Saturn l'anno precedente (1998). Essendo basati entrambi sul Digimon virtual pet, difatti si incentra sull'interazione e il rapporto che si instaura tra il giocatore e il suo animale da compagnia videoludico, in questo caso il Digimon partner, che il quale gli si esprime e comunica con la nuvoletta. A differenza di tale, viene implementato con l'aggiunta di elementi d'avventura, ruolo e strategia in terza persona.
Prima che una partita comincia del tutto bisogna seguire il dialogo di Jijimon: lui prima propone di rispondere a due semplici domande, le cui risposte date comportano l'ottenere del Digimon all'inizio dell'esplorazione (un Agumon o un Gabumon), poi chiede di personalizzare il nome sia del protagonista che del compagno in questione. Di seguito, nei primi tre sottoparagrafi, sono elencati le tre caratteristiche principali di cui il titolo si compone.

### Allevamento
Il primo elemento consiste nel nutrire (con pezzi di carne o i Digifunghi) il proprio compagno Digimon, permettergli di dormire quando ha sonno (il giocatore così salva la partita finora fatta), e di portarlo al WC prima che sia troppo tardi. Crescendo e sviluppandosi, può assumere nuove forme più potenti, passando per i cinque livelli di digievoluzione presenti (Primario, Primo Stadio, Campione, Intermedio ed Evoluto). Accudirlo nel migliore dei modi, contribuisce ad avere migliori progressi nel gioco, mentre un trattamento improprio può portare a pessime conseguenze, la prima delle quali ottenere un Sukamon o un Numemon facendosela per terra. Tuttavia, può morire per sconfitta perdendo le tre vite a disposizione o, più semplicemente, per vecchiaia fino ai 15 anni di età; al riguardo, sull'angolo in alto a sinistra dello schermo è visualizzato un orologio biologioco, che il quale indica la sua durata vitale di 24 ore (oltre al giorno e alla notte). Nel secondo caso, si può scegliere un Digiuovo tra i quattro proposti (la scelta è casuale quando avviene nel primo caso), e con il nuovo che ne schiude, il ciclo si ripete mantenendo i ricordi della sua precedente vita.
Per allevare bene il proprio partner, occorre mantenere equilibrati i parametri “Felicità” e “Disciplina”, e non far riempire il parametro “Malessere” (ambedue le barre sono visualizzate nell'angolo in basso a destra sempre dello schermo). Per i primi due, basta soddisfare i suoi bisogni, farlo riposare, dargli da mangiare e mandarlo in bagno quando lo chiede, in più anche i combattimenti aiutano allo scopo. Si può anche elogiarlo o sgridarlo: la prima opzione fa salire un po' la Felicità ma fa calare la Disciplina, la seconda ottiene l'effetto opposto. Inoltre, se il Digimon è indisciplinato, si rifiuta di accettare quattro oggetti utili: la Benda o la Medicina se è ferito oppure malato, il Vasino Portatile in assenza di una toilette nei paraggi e l'Auto-Pilota, che consente il teletrasporto del protagonista a File City quando egli è lontano da essa. Il parametro Malessere, invece, aumenta ogni volta che il Digimon non va correttamente in bagno: riempire completamente questo valore comporta la sua digievoluzione in uno dei due sopracitati.

### Allenamento
Il secondo elemento riguarda il dover mantenere in forma il proprio compagno Digimon. Di fianco File City è presente un'ampia palestra chiamata “Palestra Verde” (Green Gym), completa dei sei attrezzi abbinati alle sue sei capacità espresse in statistica, i quali a loro volta sono indicati da un cartello con l'icona: salute, mana, attacco, difesa, velocità e intelligenza. Il giocatore può scegliere liberamente e quando vuole un attrezzo, in modo da fare incrementare in punti la prosperità del proprio partner (due differenti capacità per ciascuno). Vi si hanno due opzioni, “Normale” e “Prova Bonus”, quest'ultima una volta selezionata, vede apparire sullo schermo una slot machine composta dalle medesime icone: se il tris ottenuto è corrispondente a quello dell'icona in questione, allora sempre tale prosperità viene raddoppiata.
Tuttavia, in ambedue le scelte, un loro uso troppo eccessivo provocano non solo il dimezzamento dei punti prosperità da guadagnare, ma causano anche la stanchezza del proprio compagno, facendo scendere solo il parametro “Felicità”. Si possono anche trovare in zone specifiche dell'Isola di File altre palestre, non complete come quella citata e con altri tipi di attrezzi.

### Combattimento
Il terzo e ultimo elemento si fonda su alcuni comandi che il giocatore può imporre al proprio compagno Digimon, come “Ritirata” o “Auto”. Col progredire del gioco, si aggiungono sei di nuovi, tra cui “Attacca” e “Distanza”. Solitamente una battaglia ha inizio quando le strade del protagonista e del Digimon selvatico si incrociano e, pertanto, talvolta è inevitabile affrontare uno scontro. Tuttavia, gli scontri sono necessari sia per permettere al proprio Digimon di incrementare le sue prosperità, di conseguenza acquisire nuove e più potenti tecniche, sia per ottenere denaro (i Bits) con a volte uno dei vari oggetti e, soprattutto, riportare le creature digitali a File City.
Accrescere la città, infatti, è altresì essenziale per rendere più facile le esigenze del proprio compagno e simili. Dentro la casa di Jijimon è esposto un Digivice, che il quale memorizza per il giocatore quanti più tipi differenti forti del suo partner, questo da potergli usufruire della modalità “Battle Mode” disponibile nel menù iniziale, in modo così da sfidare in base al numero di battaglie (uno, tre o cinque) nelle tre selezionabili arene, i Digimon posseduti da un altro giocatore. Lo stesso Digivice può essere simultaneamente usato per salvare una normale partita in corso.

### Altro
Digimon World, comunque, aggiunge a tutto ciò un elevato numero di minigiochi, tra cui la pesca, l'arena per i tornei ed il curling. Sono anche disponibili missioni minori, essenzialmente per reclutare nuovi Digimon o per altre sorprese nascoste. Infine, sono offerte al giocatore numerose imprese premiate con medaglie, consentendo così una prolungata partita anche dopo il completamento della storia principale.
Le edizioni importate presentano numerosi errori di programmazione, che minano l'esperienza di gioco e, nel caso specifico di quella PAL, rendono impossibile finirlo al 100%; la NTSC nordamericana venne pubblicata con quasi tutti quei bug corretti nel 2000, questo grazie al fatto che venne riprogrammata dalla software house Flying Tiger Development. Per le carte collezionabili dei Digimon e le insegne dei luoghi, è stata mantenuta la lingua giapponese anche nelle stesse.

## Accoglienza
| Testata                            | Giudizio |
| ---------------------------------- | -------- |
| GameRankings (media al 27-04-2021) | 52.55%   |
| AllGame                            | 2/5      |
| Famitsū                            | 23/40    |
| GamePro                            | 2/5      |
| GameSpot                           | 5,1/10   |
| IGN                                | 5,8/10   |
| Jeuxvideo.com                      | 13/20    |

### Vendite
Digimon World è rientrato successivamente nella lista dei titoli Greatest Hits e Platinum per PlayStation, rispettivamente in Nord America e in Europa, con una buona cifra intorno alle 250 000 copie vendute in Giappone, in diretta concorrenza locale con i primi due capitoli per Game Boy del franchise Pokémon di Nintendo: Pokémon Rosso e Blu.

### Giudizio della critica
Il gioco ricevette delle valutazioni miste da parte dei siti web specializzati. Sia IGN che GameSpot affermarono che è raccomandato solo ai fan più accaniti del noto brand Digimon. Raffaele Staccini del sito Multiplayer.it classificò Digimon World come il quarto miglior gioco della serie.

## Colonna sonora
Digimon World Original Soundtrack (デジモンワールドオリジナル・サウンドトラック?, Dejimonwārudo Orijinaru Saundotorakku), è un album di musica per videogiochi pubblicato solo in Giappone il 15 luglio 1999 (APCG-4044), sette mesi dopo l'uscita del titolo originale.
Il 31 gennaio 2017, in occasione del lancio in Nord America di Digimon World: Next Order, Bandai Namco Entertainment lo ripubblica esclusivamente nella tale regione ma in formato digitale, all'interno di Digimon World / Digimon World: Next Order Original Game Soundtrack.

### Tracce
Musiche di Kōji Yamada e Yuko Ishī.
1. Welcome to Digimon World (Opening) (オープニング曲?, Ōpuningu Kyoku) – 2:02
2. When We Want to Meet (逢いたい時には?, Aitai Tokiniha) – 2:44
3. Let's Walk Together (一緒に歩こう?, Issho ni Arukō) – 2:39
4. Earth and Sky (大地と空と?, Daichi to Sora to) – 2:33
5. OVER‧K – 1:14
6. Dark Waltz (闇ワルツ?, Yami Warutsu) – 1:54
7. Rondo Break (ロンドブレイク?, Rondo Bureiku) – 0:40
8. Endless Walk (エンドレス・ウォーク?, En doresu U~ōku) – 2:30
9. Warped Time (歪んだ時間?, Yuganda Jikan) – 1:58
10. Ladle de Hors d'Oeuvre (レードルdeオードブル?, Rēdoru de Ōdoburu) – 1:06
11. It Resounds When You Clap (コンと叩きゃ♪と鳴る?, Kon to Hatakya ♪ to Naru) – 1:19
12. No Chance of Cheating (だましっこ なしで?, Damashi kko Nashide) – 0:50
13. Repetitive DAY (ポカポカDAY?, PokaPoka DAY) – 2:22
14. Unchanged Town (変われない街?, Kawarenai Machi) – 2:08
15. Caught by You (君につかまって?, Kimi ni Tsukamatte) – 1:56
16. A BLUE CHANT – 3:10
17. Warm-hearted (心あたためて?, Kokoro Atatamete) – 1:57
18. Synchronicity (シンクロシニティ?, Shinkuroshiniti) – 1:42
19. Last Spurt (ラストスパート?, Rasuto Supāto) – 1:54
20. Loitering Away (急がば道草?, Isogaba Michikusa) – 1:15
21. ▢△ March (▢△行進曲?, ▢△ Kōshinkyoku) – 2:02
22. Oasis, Late at Night (オアシス・夜はふけて?, Oashisu Yoru wa Fukete) – 2:07
23. In Savanna (イン サバンナ?, In Saban'na) – 2:18
24. Lagrange Heart (ラグランジュハート?, Raguranju Hāto) – 2:43
25. Big Event (ビッグイベント?, Biggui Bento) – 0:50
26. My Greatest Friend (マイ ぐれーてぃすと フレンド?, Mai Gure ̄te ~isuto Furendo) – 0:12
27. I'm a Heavyweight (おいらは ドスコイ級?, Oira wa Dosukoi-kyū) – 0:12
28. Win – 0:15
29. I'll Be No.1! (No.1だモン!?, Nanbā 1da Mon!) – 0:36
30. Either I Win or I Lose (勝っても負けても?, Katte mo Makete mo) – 0:57
31. Refusing to Fight (ヒジ鉄ファイト?, Hiji Tetsu Faito) – 0:57
32. Doppelganger Battle (ドッペルゲンガーバトル?, Dopperugengā Batoru) – 0:56
33. Digital Guts (デジタルど根性!!?, Dejitaru Dokonjō!!) – 1:30
34. GAME IS GAME – 1:30
35. Starlit Night (星空のおやすみ?, Hoshizora no Oyasumi) – 3:40
36. No Need for a Goodbye (Ending) (さよならは いらない (エンディング曲)?, Sayonara wa Iranai (Endingu Kyoku)) – 5:57

Durata totale: 64:35

## Eredità
Le meccaniche del primo Digimon World vennero rinnovate in una trilogia di videogiochi per PlayStation, sempre a tema Digimon, pubblicata solo in Giappone nel biennio 2000-2001, chiamata Pocket Digimon World. Oltre al controller DualShock sono compatibili anche con la PocketStation, una periferica portatile Sony anch'essa uscita solo nel paese nipponico, con la quale si sfrutta le sue funzioni per ricreare un'esperienza simile a quella del Digimon V-Pet.
Digimon World Re:Digitize per PlayStation Portable, più il suo aggiornamento per Nintendo 3DS (Digimon World Re:Digitize Decode), lo si può considerare come il reboot del suddetto capitolo. Il suo gameplay rimane invariato come nell'originale, con alcuni miglioramenti apportati, ma ha una storia e dei personaggi del tutto inediti.

## Serie

### Originale
- Digimon World 2 (2000)
- Digimon World 2003 (2002)
- Digimon World 4 (2005)

### Titoli non relazionati
- Digimon World: Digital Card Battle (1999)
- Pocket Digimon World (2000)
  - Pocket Digimon World: Wind Battle Disc (2000)
  - Pocket Digimon World: Cool & Nature Battle Disc (2001)
- Digimon Digital Card Battle (2000)
- Digimon World Re:Digitize (2012)
  - Digimon World Re:Digitize Decode (2013)
- Digimon World: Next Order (2016)